# Karminativum
Karminativum je léčivo, které zmírňuje plynatost, koliku a žaludeční nevolnost. Nejedná se však o projímadla. Jako karminativa se používají mnohé léčivé byliny, např. kmín, anýz či máta. Účinkují zřejmě jako střevní spasmolytika.